# Wolfgang Mühlschwein
Wolfgang Mühlschwein (* 22. Dezember 1944) ist ein ehemaliger deutscher Fußballtorhüter, der als Aktiver von Kickers Offenbach in den Jahren 1966 bis 1968 in der damals zweitklassigen Fußball-Regionalliga Süd einmal die Meisterschaft und zweimal die Vizemeisterschaft errungen hat und auch am Bundesligaaufstieg der Offenbacher 1968 in der Aufstiegsrunde mitgewirkt hat.

## Laufbahn

### Jugend und Amateur, bis 1965
Als A-Jugendlicher wurde das Torhütertalent von Eintracht Frankfurt erstmals in eine DFB-Mannschaft berufen. Er kam beim UEFA-Turnier 1963 in England am 15. und 17. April gegen Schottland und die Schweiz zum Einsatz. Beide Spiele wurden jeweils mit 2:1 Toren gewonnen. Vor dem Frankfurter Torhüter agierten dabei die Mitspieler Ferdinand Heidkamp, Jürgen Rumor, Helmut Sandmann, Klaus Zaczyk, Willi Dürrschnabel und Günter Netzer. Als Mitglied der Eintracht Amateure wurde Mühlschwein in der Saison 1964/65 vom DFB zu zwei Amateurländerspielen berufen. Am 15. Mai 1965 hütete er beim 4:2-Erfolg in Siegen gegen Thailand hinter dem Verteidigerpaar Erhard Ahmann und Heinz Wittmann das Tor der DFB-Amateure und am 2. Juni in Winschoten beim gleichfalls 4:2 gewonnenen Spiel gegen Holland. Im Bundesligakader der Eintracht waren in den zwei Debütrunden die Torhüterpositionen durch Egon Loy und Karl Eisenhofer besetzt und zur Runde 1965/66 kam mit Peter Kunter ein neuer Mann vom Freiburger FC an den Riederwald. Mühlschwein wechselte deshalb als Vertragsfußballer in die Fußball-Regionalliga Süd zum Lokalrivalen Kickers Offenbach.

### Offenbach und Darmstadt, 1965 bis 1970
Die Elf vom Bieberer Berg hatte in den ersten zwei Regionalligaspielzeiten 1963/64 und 1964/65 nur jeweils den dritten Platz belegt und war damit am Ziel der sportlichen Qualifikation zur Fußball-Bundesliga gescheitert. Unter Trainer Kurt Baluses wurde 1965/66 die Vizemeisterschaft errungen – Mühlschwein hatte in 30 Spielen das OFC-Tor gehütet – und damit erstmals Einzug in die Bundesligaaufstiegsrunde gehalten. Dort scheiterten die Mannen um Spielführer Hermann Nuber aber gegen die Konkurrenten Fortuna Düsseldorf, FK Pirmasens und Hertha BSC. Im zweiten Offenbacher Jahr, 1966/67, setzte Trainer Baluses mehr auf Rudolf Wimmer im Tor und Mühlschwein kam in der Regionalliga nur zu zwölf Einsätzen. Diesmal zog Offenbach als Südmeister in die Aufstiegsrunde ein. Alemannia Aachen gewann aber den Aufstiegsplatz vor Offenbach, dem 1. FC Saarbrücken, Göttingen 05 und Tennis Borussia Berlin. In der Aufstiegsrunde hatte Wimmer alle Spiele bestritten. In der dritten Saison, 1967/68, vertraute Trainer Baluses beiden Torhütern jeweils 17 Mal den Keeper-Posten in der Regionalliga an und holte erneut die Vizemeisterschaft nach Offenbach. Ab April 1968 hatte Kurt Schreiner Baluses beerbt und führte die Kickers gegen Bayer Leverkusen, TuS Neuendorf, Tennis Borussia Berlin und Arminia Hannover im dritten Anlauf in die Bundesliga. Mühlschwein hatte dabei in drei Spielen an der Seite von Nuber, Gerd Becker, Heidkamp, Egon Schmitt, Roland Weida und Josef Weilbächer mitgewirkt. 
Nach dem Aufstieg schloss sich der Student zur Runde 1968/69 dem SV Darmstadt 98 an und verblieb damit in der Regionalliga Süd. Mit den „Lilien“ vom Böllenfalltor belegte er mit Trainer Heinz Lucas und den erfahrenen Mitspielern Erwin Stein und Wolfgang Solz 1969 den achten Rang. In 31 Spielen hatte er im Tor gestanden. Als Darmstadt durch den 18. Rang 1969/70 in das Amateurlager abstiegen war, beendete Mühlschwein seine höherklassige Laufbahn im Fußball. Von 1965 bis 1970 hat er in der Regionalliga Süd 114 Spiele als Torhüter absolviert. Von 1973/74 an stand er für den hessischen Gruppenligisten FV Sprendlingen 06 im Tor und stieg mit der von Willi Keim trainierten Mannschaft in die Hessenliga auf. 
Er hatte zwischenzeitlich nach dem Abschied von den „Lilien“ sein Studium des Bauingenieurwesens an der TH Darmstadt forciert, was er 1971 erfolgreich abschließen  konnte. Seit 1980 ist er freiberuflich tätig und leitet ein Büro für Baustatik und Bauphysik im hessischen Dreieich.